# V605 Орла
V605 Орла (V605 Aquilae, V605 Aql) — переменная центральная звезда планетарной туманности Abell 58 в созвездии Орла. Является необычной богатой углеродом и бедной водородом звездой.
V605 Орла первоначально была отмечена как новая звезда в 1919 году, но затем была отмечена необычная переменность. В момент максимальной яркости видимая звёздная величина составила 10,4. Исследование изначальных фотографий показало, что до 1918 года видимая звёздная величина была не ярче 15-й, после 1918 года звезда увеличила яркость до 12-й величины. Звезда обладала 11-й величиной примерно в течение года, затем произошло ослабевание. В конце 1921 года звезда снова увеличила яркость до 12-й величины, как и в 1923 году, затем яркость значительно ослабла. На время вспышек спектральный класс составлял R0, что соответствовало холодной углеродной звезде с дефицитом водорода, сходной с переменными звёздами типа R Северной Короны.
V605 Орла впоследствии несколько раз обнаруживалась, при этом она имела видимую звёздную величину 18-20, однако, возможно, что это были обнаружения нескольких участков туманности около звезды. Полученные телескопом Хаббл изображения показали, что сама звезда слабее 23-й звёздной величины, хотя туманность представляет собой яркий инфракрасный объект неправильной формы диаметром 2,5". Предполагается, что звезда сохранила свою светимость, но излучение сильно поглощается веществом туманности. Хотя звезду не удаётся наблюдать напрямую, рассеянный свет показал, что спектральный класс звезды равен [WC4], что отличается от класса звезды на пике яркости. В 2013 году центральная звезда имела видимую звёздную величину 20,2, поглощение оценивается в 4 звёздных величины. Теперь спектральный класс считается равным [WC4], что соответствует бедной водородом, но богатой углеродом и гелием звезды с сильными эмиссионными линиями.
По оценкам в 1921 году поверхностные слои звезды состояли из 98 % гелия и 1 % углерода, что типично для переменных звёзд типа R Северной Короны. В 2006 году содержание химических элементов оценивалось в 55 % гелия, 45 % углерода, 5 % кислорода, что характерно для звёзд типа WC. Оба класса звёзд необычны по сравнению с большинством звёзд, состоящим в основном из водорода.
Начиная приблизительно с 1970 года температура начала возрастать, теперь она составляет около 90000 K. Распространено мнение, что звезда является переродившейся звездой, прошедшей стадию асимптотической ветви гигантов и испытывающей поздний тепловой пульс. Другим объяснением является то, что вспышка могла являться новой, которую образовал кислородно-неоновый белый карлик. Для объяснения сложностей с теорией новой предполагается сценарий слияния белого карлика и обычной звезды-компаньона.
V605 Орла располагается в центре планетарной туманности и, возможно, является родоначальником туманности. Наблюдаемая планетарная туманность почти сферически-симметричная и является более старой, чем вспышка 1919 года. Меньшая по размеру туманность, возникшая в результате вспышки, несферична. Форма в целом может быть суммой диска и биполярной туманности или тора, содержащего пылевую полосу. Пылевая полоса или диск полностью закрывают центральную звезду. Сопоставление изменений угловых размеров туманности и её лучевой скорости даёт оценку расстояния до звезды 4600 парсеков.